# Geologisch massief
Een massief is in de geologie een gebied waar oude gesteenten ondieper liggen dan in omringende gebieden, of meestal zelfs aan het oppervlak komen. Massieven bestaan meestal uit hard, competent gesteente, dat altijd metamorf of magmatisch van aard is. Dit gesteente wordt de sokkel genoemd. Massieven zijn door tektonische beweging omhooggekomen ten opzichte van omringende gebieden, die meestal minder harde en/of jongere gesteenten bevatten. Ook bij grote intrusielichamen wordt weleens van een massief gesproken. Deze gesteenten zijn meestal niet ouder, maar vaak wel harder dan de gesteenten in omringende gebieden.
In gebergten komen meestal verschillende massieven voor. Een gebergte of delen ervan kunnen echter ook zelf als een massief beschouwd worden, omdat alle gesteenten in de kern van een gebergte in de regel ouder en harder zijn dan gesteenten in de omringende gebieden. Zo kunnen de Ardennen geologisch beschouwd worden als onderdeel van het Rijns Massief, maar in de Ardennen liggen ook massieven van ouder gesteente, zoals het Massief van Rocroi of het Massief van Stavelot. In de Alpen liggen bijvoorbeeld het Aarmassief of het Mont Blancmassief.
Voorbeelden van intrusielichamen die als massieven beschouwd worden zijn het Adamellomassief in de Alpen of het Maladetamassief in de Pyreneeën.
Buiten gebergten kunnen gebieden waar oud gesteente aan de oppervlakte of ondiep ligt ook massief worden genoemd. Voorbeelden hiervan zijn het Massief van Brabant of het Armoricaans Massief. Het eerste is vrijwel overal afgedekt door jongere gesteentelagen. Grote massieven met een zeer hoge ouderdom (Proterozoïsch of Archeïsch) worden schilden genoemd.